# 軍法
軍法（ぐんぽう、英語：military law）とは軍隊の構成員に対して適用される特別な法体系であり、成文法と慣習法により構成されているが、国によってその内容は大きく異なる。

## 概説
軍法とは軍隊に適用される特別法として立法機関によって制定された法体系である。軍隊に属する軍人と軍属及び捕虜が犯す犯罪について処罰するために軍刑法とも呼ばれ、これを適用するための特別裁判所は軍法会議と呼ばれる。
軍法に規定される犯罪は、軍事行動に関連する犯罪である軍事犯罪（職務放棄、敵前逃亡、命令違反、利敵行為など）と、軍事行動に関連しない犯罪である一般犯罪（殺人、強盗、強姦など）に大別される。軍事犯罪は、軍事行動に関連する犯罪なので、軍人以外の一般人が処罰対象となることはなく、軍法以外の法に規定されることもない。他方、一般犯罪は、軍事行動に関連しない通常の犯罪なので、一般人であっても当然、処罰対象となるし、軍法以外の通常の刑法にも規定されている。ただし、通常の刑法に規定される一般犯罪と軍法に規定される一般犯罪は、同じ行為であっても法定刑が異なることが多い。
軍法には、軍事犯罪・一般犯罪の両方を規定する場合と、軍事犯罪のみを規定する場合とがある。軍事犯罪・一般犯罪の両方を規定する場合は、軍人の犯罪には軍事犯罪・一般犯罪を問わず軍法のみが適用され、通常の刑法が適用されることはない。他方、軍法に軍事犯罪のみが規定される場合は、軍人が軍人犯罪を犯したときは軍法が適用されるが、軍人が一般犯罪を犯した場合は通常の刑法が適用されることになる。

## 軍法会議
平時は軍法会議の前に査問委員会を開く場合もあり、査問委員会で軍法違反に該当しないと判断された場合は軍法会議は開かれない、刑法でいう不起訴処分のような形になる場合もある。
違反が軽微である場合は司令官決裁（Admiral's mast）という手続きによって減給や奉仕命令などを受ける場合もある。
これは違法行為に対する刑罰ではなく内部規則による処罰と言える。
- 戦争映画などで軽微な違反をした者が便所掃除一週間などの罰を受けるのは軍法会議による刑罰ではなく司令官決裁である。
- えひめ丸事故では原子力潜水艦グリーンビルのスコット・ワドル艦長が司令官決裁で減給処分になっただけで軍法会議は開かれていない。

現在のアメリカ軍では全軍共通の統一軍事裁判法(Uniform Code of Military Justice)によって裁かれる。

## 軍法による刑罰
戦時においては、懲罰部隊へ配属するという刑罰が適用される場合もある。これは前線で戦死するぐらいなら軍刑務所へ収監された方がマシだと考える兵士が続出しないようにするための措置と考えることも出来る。また、戦時には軍法違反者が続出するため、刑務所へ収監出来ないほどの人数が出てしまうためとも言える。
また、軍法による罰は刑法の罰よりも厳罰であることが通例である。

## 軍法による権限
部隊指揮官は軍法によって与えられる権限によって部下に対して命令や処罰を行うことが出来る。指揮官の権限は任務を遂行するための命令でなければならず、部隊を私用することは認められておらず、指揮権の範囲は限定的なものである。命令に対しては「命令者だけが全責任を負い、実行者は一切責任を負わない」という特殊な責任分担も発生する。部隊指揮官は軍法会議を招集することが可能である。

## その他
- 軍法とは別に軍律という占領地に対する規則も存在する。
- 『日本書紀』の中にも軍事倫理と言える内容の記述がある。史実としての信憑性は別として、神功皇后が斧鉞（司法権を示す斧）を手に軍に発令した際の言葉[1]には、暴行および強姦の禁止、投降者の保護や敵前逃亡への処罰など、現代の軍法または戦時国際法にも通じる内容が含まれている。